# Керимова, Улькер
Улькер Керимова (азерб. Ülkər Kərimova; род. 22 июня 1994, Баку) — азербайджанская волейболистка. Доигровщица. Игрок ЖВК «Муров Аз Терминал» и сборной Азербайджана.

## Карьера
Родилась 22 июня 1994 года. Занимается волейболом с 11 лет.
В составе ЖВК «Телеком» участвовала в Лиге чемпионов 2016/2017. В группе C команда заняла 2 место, не выйдя в плей-офф. 
В сезоне 2023/2024 выступала за ЖВК «Абшерон». Являлась капитаном команды. С командой завоевала серебряные медали чемпионата Азербайджана.   
В декабре 2024 года заняла первое место на «Зимнем Кубке» по пляжному волейболу Азербайджана.  
С 2024 года участвует в Золотой Евролиге.  
В Евролиге 2024 вошла в «Топ-50» бомбардиров (32 место), набрав 60 очков.

## Достижения
- Чемпионат Азербайджана 2023/2024 — [7]